# Transatlantic Academy
Die Transatlantic Academy war eine Forschungseinrichtung, die sich der Entwicklung gemeinsamer Konzepte für die langfristigen Herausforderungen widmet, vor denen Europa und Nordamerika stehen. Die Zusammenarbeit erfolgt aus einer kooperativen und interdisziplinären Perspektive heraus, Stipendiaten der Akademie bilden eine Brücke zwischen den akademischen und politischen Gremien, und verwenden Forschung, Publikationen und Seminare, um politisch relevante Beiträge zur kritischen Debatten in Nordamerika und Europa zuerarbeiten. Sie bestand in Washington, D.C. und existierte von 2007 bis 2017.

## Fördermitglieder
Die Forschungseinrichtung war eine Initiative des German Marshall Fund der Vereinigten Staaten, der ZEIT-Stiftung von Ebelin und Gerd Bucerius in Deutschland, der Robert Bosch Stiftung und der Lynde und Harry Bradley Foundation. Darüber hinaus hatte die Akademie Mittel aus dem Transatlantik-Programm der Regierung der Bundesrepublik Deutschland erhalten, Mittel aus dem European Recovery Program des Bundesministeriums für Wirtschaft und Technologie. Die Compagnia di San Paolo und die Joachim Herz Stiftung wurden als Geldgeber erwähnt. Auch die Fritz Thyssen Stiftung aus Köln gehört seit 2011 dem Kreis der Träger der Transatlantic Academy an.

## Zielsetzung
Die Akademie diente als Forum für eine ausgewählte Gruppe von Wissenschaftlern von beiden Seiten des Atlantiks und aus unterschiedlichen akademischen und politischen Disziplinen.

## Mitglieder
Zu den Mitgliedern aus Deutschland gehört zum Beispiel Klaus-Dieter Frankenberger, der 2011 der Akademie als Bosch Public Policy Fellow zum Thema Globaler Wandel beitrat. Weitere deutsche Mitglieder sind Gunther Hellmann und Jan-Werner Müller.

## Themen
Folgende Forschungsthemen wurden bisher als jährliche Schwerpunkte aufgegriffen:
- 2008/2009: Immigration und Integration
- 2009/2010: Die Türkei und ihre Nachbarschaft
- 2010/2011: Globaler Wandel – Die transatlantische Gemeinschaft und die neue Geopolitik
- 2011/2012: Natürliche Ressourcen: Das neue geopolitische Große Spiel?
- 2012/2013: Die Zukunft der freiheitlichen westlichen Ordnung[6]
- 2013/2014: Die Zukunft der internationalen liberalen Ordnung
- 2014/2015: Religion und liberale Ordnung